# Kardinaldygder
Kardinaldygderna, de viktigaste dygderna, var inom grekisk filosofi klokhet, tapperhet, måttfullhet och rättrådighet. Sokrates ansåg att all dygd utgjorde en enhet och det viktiga är att känna sig själv, förstå vad som är gott för människan och hennes psyke. Senare tillfogade kristna filosofer tro, hopp och kärlek till de ursprungliga grekiska kardinaldygderna.

## Bilder

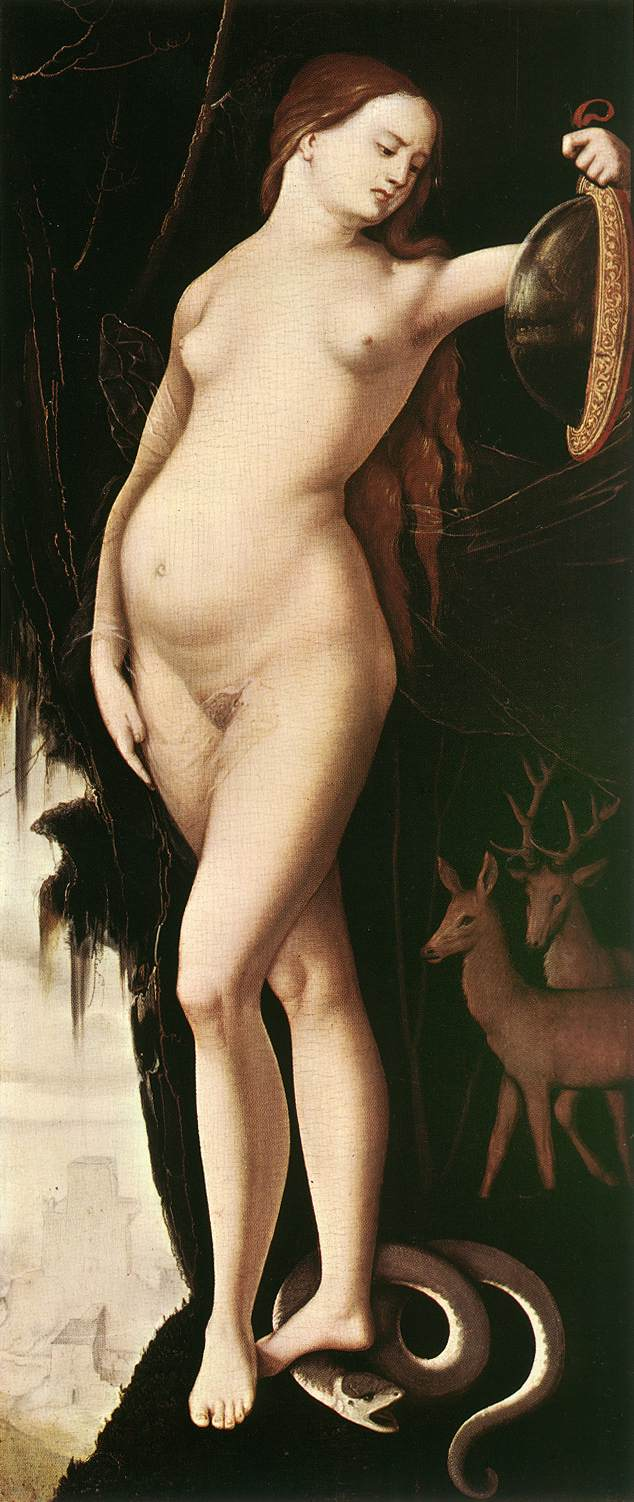
Klokhet – Prudentia.
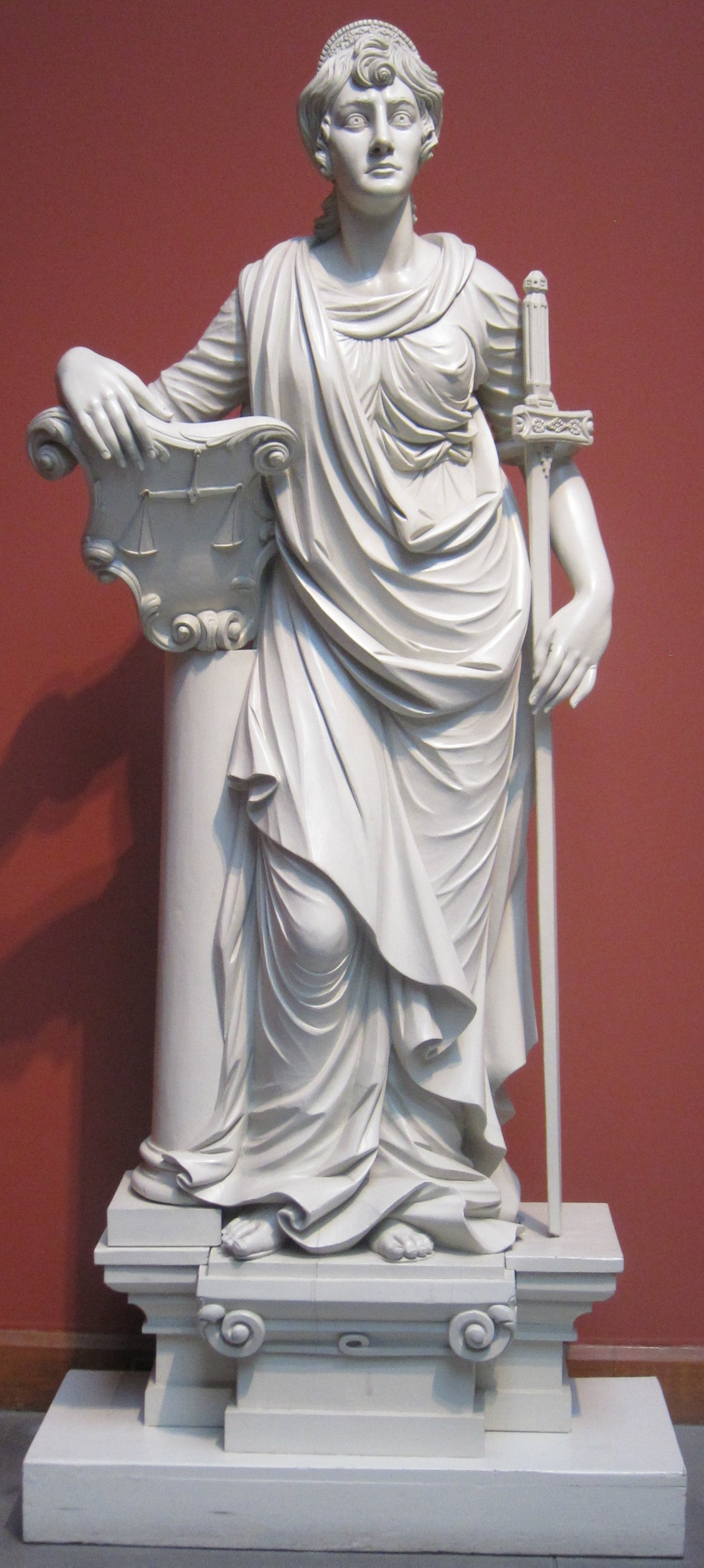
Rättrådighet – Justitia.
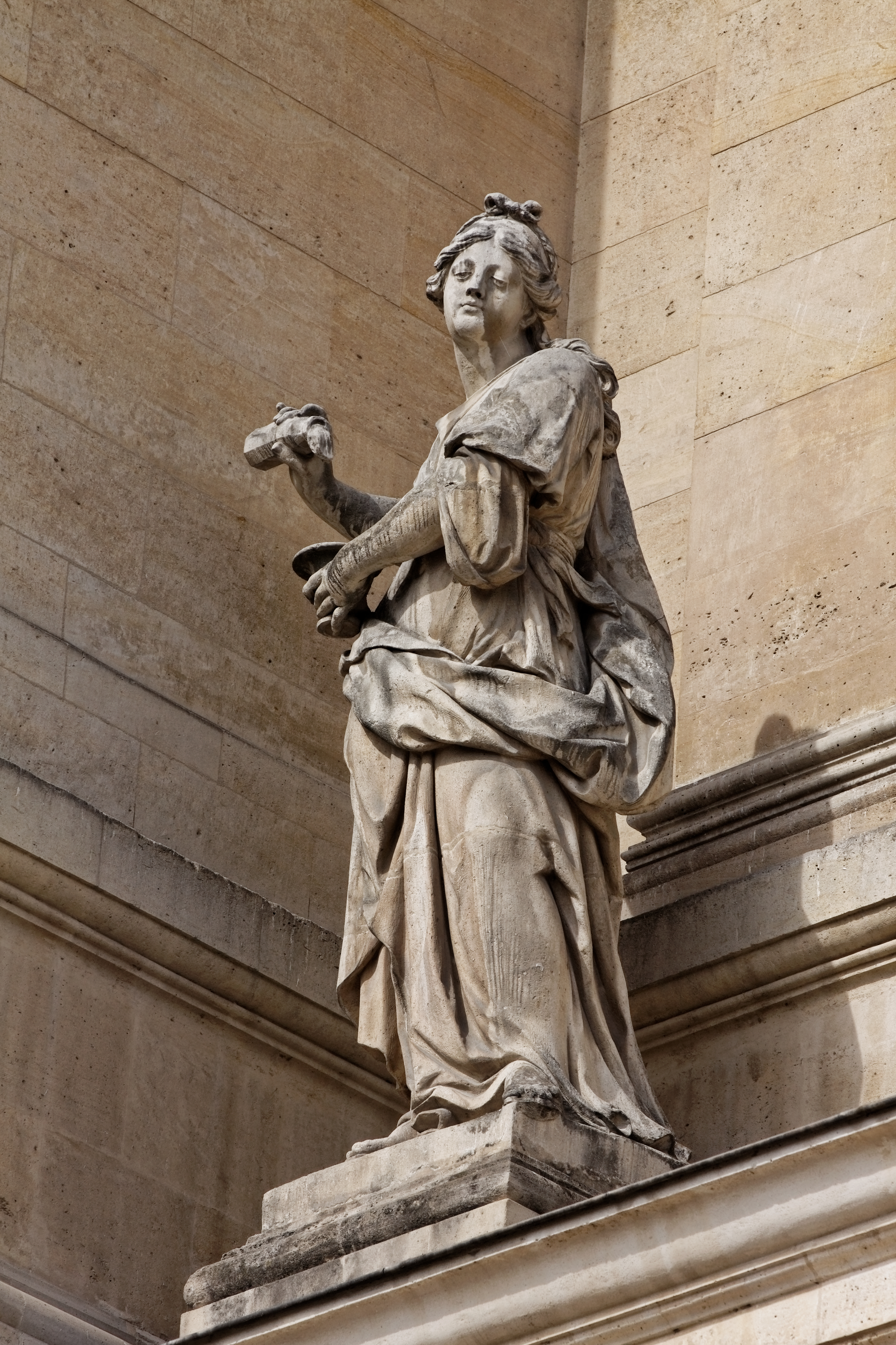
Måttfullhet – Temperantia.
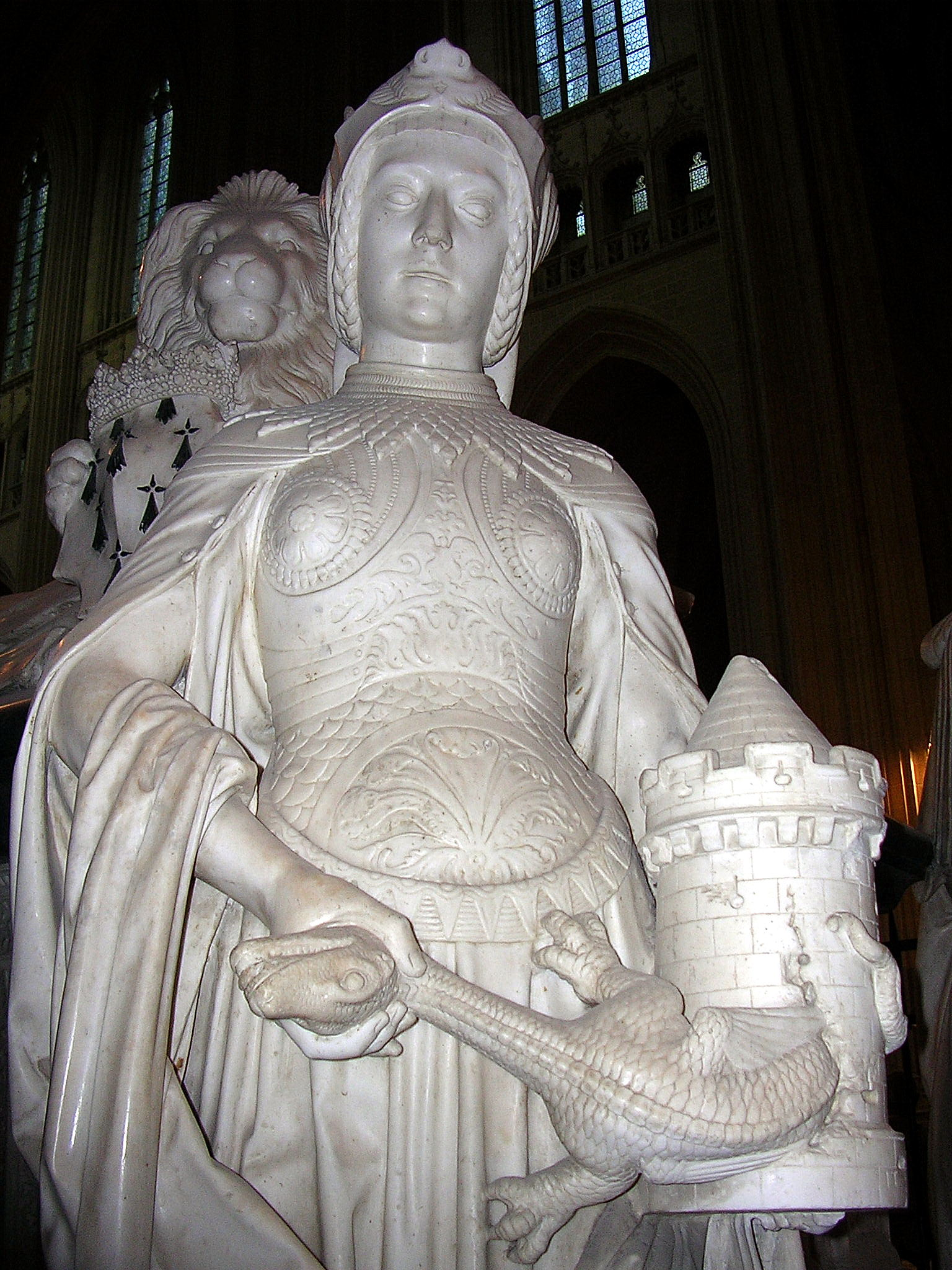
Mod – Fortitudo.